# Инно, Александр Александрович
Александр Александрович Инно (Кульдвер) (1887, Кронштадт, Санкт-Петербургская губерния — 9 февраля 1938) — русский и советский военный деятель, комдив (1935).

## Первая мировая война
Эстонец. Родился в августе 1887 года в семье матроса в Кронштадте.
В 1905 году окончил Кронштадтское реальное училище, после чего поступил на военную службу и был направлен во Владимирское военное училище. По окончании училища в июне 1908 года был выпущен подпоручиком в Уфимский 106-й пехотный полк, в котором прослужил — с перерывами на учёбу — вплоть до своего пленения в 1915 году.
Был слушателем младшего курса Академии Генштаба, но с началом Первой мировой войны по личной просьбе был командирован на Западный фронт вместе со своим полком. В чине поручика участвовал в походе в Восточную Пруссию в августе—сентябре 1914 года в качестве младшего офицера 16-й роты. Служил также помощником полкового адъютанта, командиром 3-й роты. В январе 1915 отступал вместе с частями своего полка в составе 20-го армейского корпуса из Восточной Пруссии; в феврале 1915 участвовал в боях у Махарце и у Волькуш. После неудачи прорыва принимал участие в погребении полкового знамени. После разгрома частей корпуса 8 февраля 1915 попал в плен. В боях был дважды ранен и трижды контужен. Последнее звание в царской армии — штабс-капитан.

## В РККА
В сентябре 1918 добровольно вступил в РККА. Несколько дней работал в должности инструктора всевобуча рабочих-финнов, а затем был назначен заведующим 3-ми Советскими пехотными курсами в Петрограде, переименованных позже в Интернациональную военную школу. С сентября 1920 — штатный преподаватель по тактике Петроградской пехотной школы. С 1921 вновь руководил Объединенной Интернациональной военной школой, одновременно являясь её комиссаром. В 1925 окончил КУВНАС а при Военной академии имени М. В. Фрунзе. С декабря 1926 — начальник и комиссар Ленинградской пехотной школы. В январе 1929 года окончил КУВНАС а при Военной академии имени М. В. Фрунзе, после чего назначен командиром-единоначальником 20-й стрелковой дивизии. С марта 1932 — комендант Карельского укрепрайона. 26 ноября 1935 года ему было присвоено звание комдива. С мая 1936 — начальник и комиссар курсов «Выстрел».

## Арест и смерть
31 мая 1937 года Александр Инно арестован сотрудниками УНКВД по Московской области. Его дело вели Бодулинский, Пик и Столяров. В ходе следствия сознался в принадлежности к военному заговору. Имя А. А. Инно-Кульдвера содержится в «Сталинском списке» от 3 февраля 1938 года как предназначенного к осуждению по 1-й категории (расстрел); за применение данной меры проголосовали Сталин, Молотов, Ворошилов и Каганович. 9 февраля 1938 года дело комдива рассмотрела ВКВС СССР. На суде отказался от данных им показаний. Осуждён к высшей мере наказания и в тот же день расстрелян.
Определением Военной коллегии Верховного суда СССР от 29 сентября 1956 года Инно был реабилитирован посмертно.

## Награды
- Орден Красного Знамени (1922[8]).